# Esteban Andrés Solari Poggio
Esteban Andrés Solari Poggio (* 2. Juni 1980 in Rosario) ist ein argentinischer ehemaliger Fußballspieler und heutiger -trainer.

## Familie
Fast die gesamte Familie Solari's ist vom Fußball geprägt. Sein Vater Eduardo und zwei seiner vier Geschwister (sein älterer Bruder Santiago Solari und sein jüngerer Bruder David Solari) sind ebenfalls Fußballer. Santiago spielte unter anderem für Topclubs wie Real Madrid und Inter Mailand. Sein Onkel Jorge Solari spielte Fußball bei CA River Plate und sein Cousin Fernando Redondo bei Real Madrid und AC Mailand. Von ihnen liefen bereits alle außer David für die Argentinische Fußballnationalmannschaft auf.
Seine Schwester Liz Maria Solari ist Model.

## Karriere
Sein Profidebüt gab Solari beim argentinischen Club Estudiantes de La Plata. Danach spielte er mit mäßigem Erfolg für verschiedene argentinische Vereine, bevor er zum italienischen Club AC Chioggia Sottomarina wechselte. Dort spielte er jedoch nur eine Saison und spielte anschließend ebenfalls eine Saison für den belgischen Erstligisten Lierse SK.
Sein Durchbruch gelang ihm mit APOEL Nikosia, als er in seiner ersten Saison in 16 Einsätzen 14 Tore erzielte und mit seinem Verein den zyprischen Fußballpokal gewann. In der darauffolgenden Saison 2006/07 wurde Solari mit 20 Toren Torschützenkönig der zyprischen Liga und mit APOEL zyprischer Meister.
2007 spielte er für den mexikanischen Verein UNAM Pumas, bei dem er ebenfalls Torschützenkönig mit 25 Toren wurde. Anschließend wechselte er für 3,8 Mio. Euro zum spanischen Erstligisten UD Almería. Am 31. August gab er beim 3:1-Sieg gegen Athletic Bilbao, als er in der 76. Minute eingewechselt wurde, sein Debüt. Den Rest der Saison kam er aber nur auf acht Einsätze.
Im Juni 2010 wechselte Solari zu seinem früheren Verein APOEL Nikosia; er schloss einen Dreijahresvertrag ab. In der UEFA Europa League 2010/11 hatte er sechs Tore in vier Spielen erzielt, bevor APOEL gegen den FC Getafe in den Play-off-Spielen nach Hin- und Rückspiel (0:1, 1:1) ausschied. Em Ende der Saison wurde Solari erneut zyprischer Meister. In der UEFA Champions League 2011/12 erreichte er mit APOEL nach Siegen gegen Zenit St. Petersburg, FC Porto und Olympique Lyon das Viertelfinale. Dort schied man gegen Real Madrid nach Hin- und Rückspiel (0:3, 2:5) aus.
Nach etlichen weiteren Stationen beendete er 2016 seine Karriere.

## Erfolge
- APOEL Nikosia
  - Zyprischer Meister: 2006/07, 2010/11
  - Zyprischer Pokalsieger: 2005/06
  - Zyprischer Supercupsieger: 2011

- Apollon Limassol
  - Zyprischer Pokalsieger: 201213
- Persönlich
  - Torschützenkönig der Griechischen Liga: 2013/14 (16 Tore)
  - Torschützenkönig der Zyprischen Liga: 2006/07 (20 Tore)
  - Torschützenkönig der Mexikanischen Liga: 2007/08 (25 Tore)